# Ram Narayan

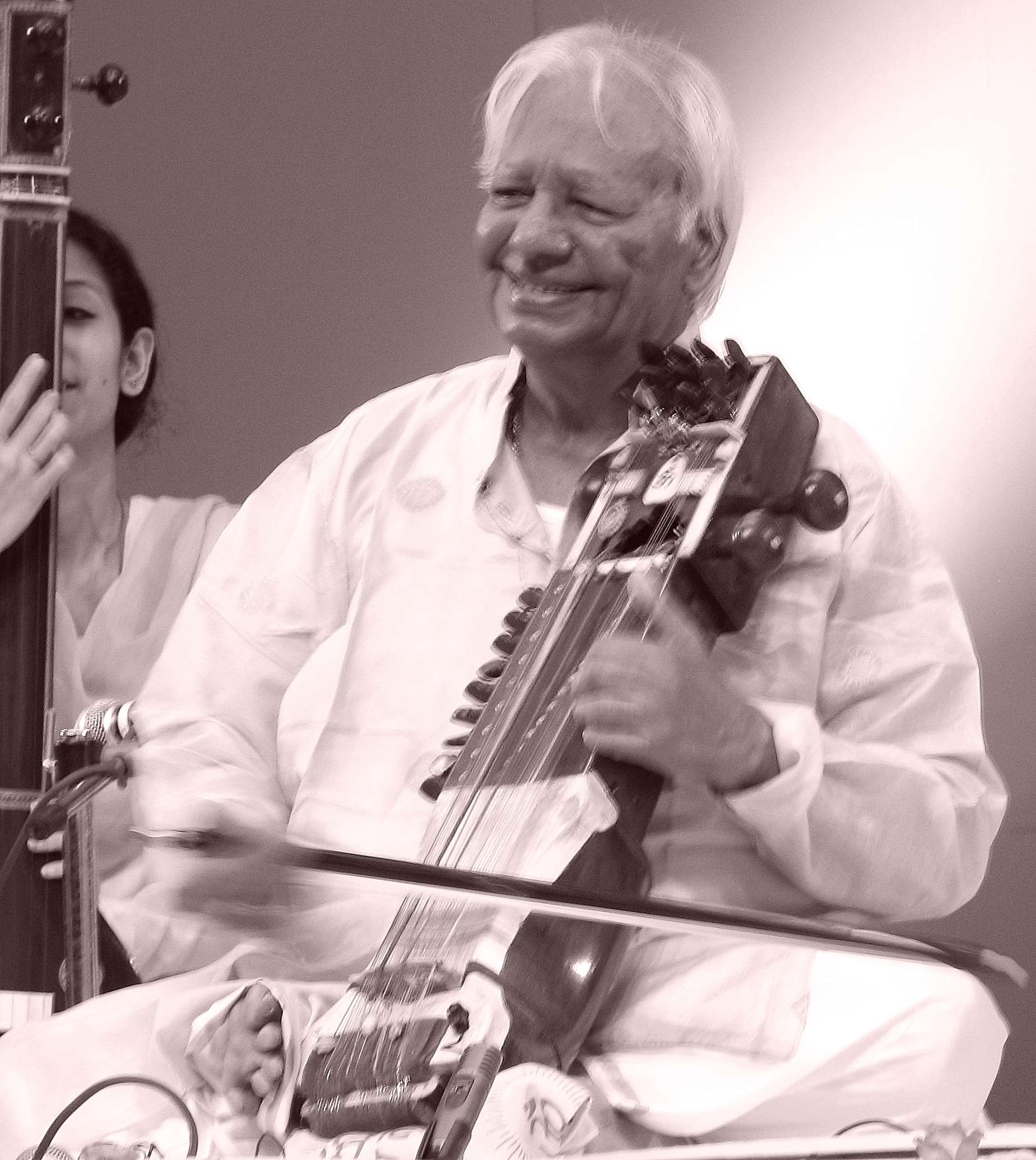
Narayan in Delhi im Oktober 2010

Ram Narayan (Hindi राम नारायण; Rām Nārāyaṇ; Aussprache [ˈraːm naːˈraːjn]; * 25. Dezember 1927 in Udaipur; † 9. November 2024 in Bandra (Mumbai)) war ein indischer Musiker, der das Streichinstrument Sarangi als Solokonzertinstrument in der klassischen nordindischen Musik etabliert hat und der der erste international erfolgreiche Sarangi-Spieler wurde.
Narayan erlernte das Sarangi-Spiel schon in früher Jugend. Er übte mit Sängern und anderen Sarangi-Spielern und arbeitete schon im jugendlichen Alter als Musiklehrer und reisender Musiker. All India Radio, Lahore, stellte Narayan 1944 als musikalischen Begleiter von Sängern ein. Nach der Teilung Indiens 1947 zog er nach Delhi und 1949 nach Mumbai, um bei der Film-Herstellung mitzuarbeiten.
Bald befriedigte ihn die Gesangsbegleitung nicht mehr. Er wollte Solist werden. Nach einem erfolglosen Versuch im Jahr 1954 wurde Narayan 1956 Konzertsolist und gab die Musikbegleitung später ganz auf. Er gab Soloalben heraus und tourte ab den 1960er Jahren durch Amerika und Europa. Narayan unterrichtete indische und ausländische Studenten und trat, häufig außerhalb Indiens, bis nach 2000 öffentlich auf. 2005 wurde ihm Indiens zweithöchster Zivilorden, der Padma Vibhushan, verliehen.

## Jugend

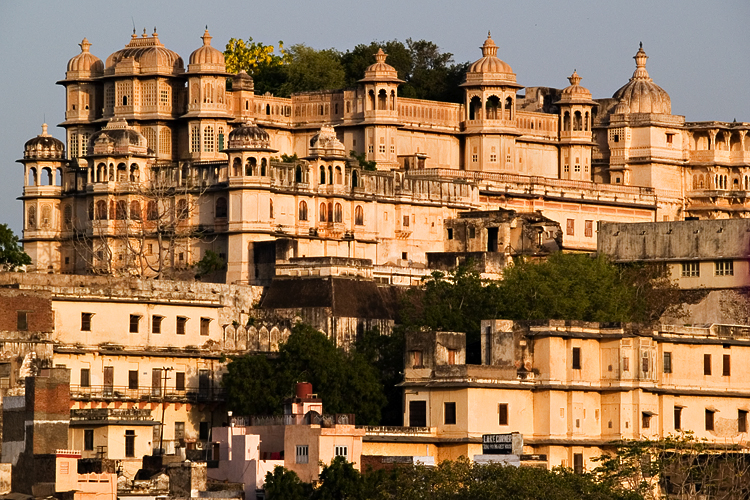
Der Stadtpalast von Udaipur, in dem der Maharana Udaipurs Hof hielt

Ram Narayan wurde am 25. Dezember 1927 in Udaipur im Nordwesten Indiens geboren. Sein Ururgroßvater, Bagaji Biyavat, war ein Sänger aus Amber, und er und Narayans Urgroßvater, Sagad Danji Biyavat, sangen am Hof des Maharanas von Udaipur. Narayans Großvater, Har Lalji Biyavat, und Vater, Nathuji Biyavat, waren Bauern und Sänger, Nathuji spielte das Streichinstrument Dilruba und Narayans Mutter war eine Musikliebhaberin. Narayans Muttersprache war Rajasthani, er lernte Hindi und später Englisch. Mit ungefähr sechs Jahren fand Narayan eine kleine Sarangi, die vom Ganga Guru der Familie, einem Genealogen, zurückgelassen wurde, und sein Vater brachte ihm eine selbst entwickelte Fingersatztechnik bei. Narayans Vater unterrichtete ihn, aber sorgte sich über die Schwierigkeit des Instruments und dessen geringes soziales Ansehen auf Grund seiner Verbindung zur Musik der Kurtisanen. Nach einem Jahr bat Biyavat den Sarangi-Spieler Mehboob Khan aus Jaipur seinen Sohn zu unterrichten, aber änderte seine Meinung als Khan ihm sagte, Narayan müsse seine Fingersatztechnik ändern. Narayans Vater ermutigte ihn später die Schule aufzugeben und sich auf das Sarangi-Spielen zu konzentrieren.
Mit ungefähr zehn Jahren lernte Narayan die Grundlagen des Dhrupad kennen, des ältesten Stils nordindischer Musik, durch Beobachtung und Nachahmung der Übungen von Sarangi-Spieler Uday Lal aus Udaipur, einem Schüler der Dhrupad-Sänger Allabande und Zakiruddin Dagar. Giridhari Lal und Jahauddin Khan waren andere Lehrer, von denen Narayan in Udaipur lernte. Nach dem Alterstod Uday Lals traf Narayan den Wandermusiker Madhav Prasad, der ursprünglich aus Lakhnau stammte und am Hof von Maihar aufgetreten war. Mit Prasad führte Narayan das Ganda Bandhan durch, eine traditionelle Bindungszeremonie zwischen Lehrer und Schüler, in der Narayan Gehorsamkeit schwor im Ausgleich für Lehre und Unterhalt durch Prasad. Narayan diente Prasad und wurde in Khyal, dem verbreitetsten Stil nordindischer Musik, unterrichtet, aber kehrte nach vier Jahren nach Udaipur zurück um in einer Musikschule zu lehren. Prasad besuchte Narayan später und überzeugte ihn, seine Position aufzugeben und daran zu arbeiten, ein besserer Musiker zu werden. Die Idee eine gesicherte Existenz für das Leben eines wandernden Musikers aufzugeben wurde von Narayans Familie schlecht aufgenommen. Er blieb bei Prasad und reiste durch mehrere indische Fürstenstaaten bis Prasad erkrankte und ihm riet in Lahore vom Sänger Abdul Wahid Khan zu lernen. Nach Prasads Tod in Lakhnau führte Narayan das Ganda Bandhan mit einem anderen Lehrer durch, der ihm Stunden gab, aber reiste bald nach Lahore ab und wiederholte die Zeremonie nie wieder.

## Karriere
Narayan reiste 1944 nach Lahore und versuchte Arbeit in einem Filmstudio zu finden, aber war erfolglos. Stattdessen sang er bei der lokalen Station von All India Radio (AIR) vor, aber der Musikproduzent der Station, Jivan Lal Mattoo, bemerkte Spuren an Narayans Fingernägeln. Eine Sarangi wird gespielt, indem die Fingernägel seitlich gegen drei Spielsaiten gedrückt werden, was die Nägel belastet. Mattoo stellte Narayan anschließend als Begleitmusiker für Sänger ein. Traditionell sollen die Sarangi und andere Saiteninstrumente sowie das Harmonium den Gesang nachahmen, die Melodielinie des Gesangs ergänzen und Lücken zwischen Phrasen füllen, wenn der Sänger atmet und eine neue Phrase vorbereitet. Mattoo gab Narayan einen Wohnraum, leitete seine Übungen an und half ihm später den Khyal-Sänger Abdul Wahid Khan zu kontaktieren, unter dessen strenger Anleitung Narayan in Gesangsstunden vier Ragas lernte. Narayan waren gelegentlich Soloauftritte bei AIR erlaubt und er begann über eine Solokarriere nachzudenken.

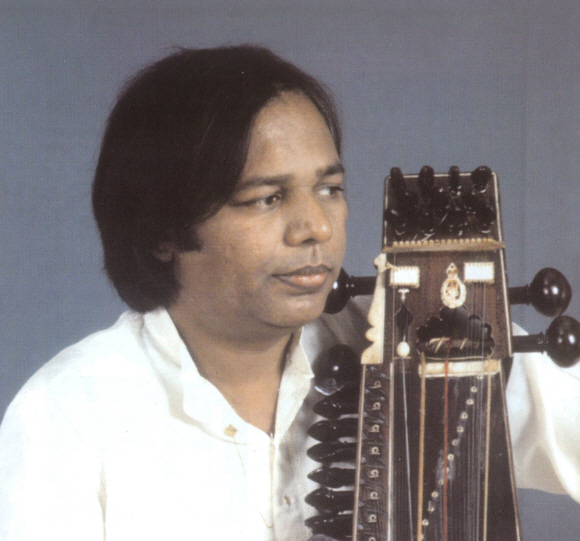
Narayan im Jahr 1974

Nach der Teilung Indiens 1947 zog Narayan nach Delhi und spielte in der dortigen AIR Station. Seine Arbeit für bekannte Sänger bereicherte sein Repertoire und stilistisches Wissen. Narayan spielte mit den klassischen Sängern Omkarnath Thakur, Bade Ghulam Ali Khan, Hirabai Badodekar und Krishnarao Shankar Pandit, und er begleitete Sänger Amir Khan 1948, als dieser das erste Mal nach der Teilung bei AIR Delhi sang. Als Begleiter für Sänger zeigte Narayan seine eigenen Fertigkeiten und weigerte sich, im Hintergrund zu bleiben. Er wurde berüchtigt unter den Sängern der Stadt, die sich beschwerten, dass Narayan kein zuverlässiger Begleiter und zu eigensinnig sei, aber er beharrte darauf, dass er Sänger in Stimmung halten und sie zu freundlichem Wettstreit inspirieren wolle. Andere Tabla-Spieler und Sänger, darunter Omkarnath Thakur und Krishnarao Shankar Pandit, bekannten öffentlich ihre Anerkennung für Narayans Spiel.
Narayan war frustriert über seine Unterstützerrolle für Sänger und zog 1949 nach Mumbai um freiberuflich in Film- und Musikindustrie zu arbeiten. Er nahm 1950 drei solo 78 min−1 Schallplatten für das britische His-Master’s-Voice-Unternehmen auf und spielte 1951 in Mumbai eine 10 Zoll Langspielplatte ein, aber das Album war nicht erfolgreich. Narayans Kompositionen und Aufführungen waren in der Filmindustrie der Stadt begehrt, die ein stetes Einkommen anbot, sowie Anonymität, um sein Ansehen unter klassischen Musikern nicht zu verringern. Für die nächsten 15 Jahre spielte und komponierte er Lieder für Filme; Narayan komponierte für Humdard, Adalat und Gunga Jumna, und spielte unter anderem für Adalat, Noorjehan, Mughal-e-Azam und Kashmir Ki Kali. Er wurde als ein Lieblingskünstler von Filmmusikkomponist O. P. Nayyar angesehen.

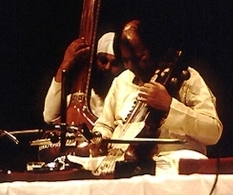
Narayan spielt in Neu-Delhi in den späten 1980er Jahren.

Narayan trat 1952 in Afghanistan und 1954 in China auf und wurde in beiden Ländern wohlwollend empfangen. Sein erstes Solokonzert 1954 auf einem Musikfestival in der Cowasji Jehangir Hall in Mumbai wurde von einem ungeduldigen Publikum vereitelt, das auf Auftritte von berühmten Musikern wartete und ihn von der Bühne trieb. Narayan spielte mit dem Gedanken, die Sarangi zu Gunsten von Gesang aufzugeben. Später erlangte er sein Selbstvertrauen zurück, spielte solo für kleineres Publikum und wurde gut aufgenommen, als er 1956 erneut solo für ein Musikfestival in Mumbai spielte. Narayan gab die musikalische Begleitung in den frühen 1960er Jahren auf; diese Entscheidung war mit finanziellem Risiko verbunden, da Nachfrage nach Solo-Sarangi erst noch entstehen musste.
Nachdem Sitar-Spieler Ravi Shankar erfolgreich vor westlichem Publikum aufgetreten war, folgte Narayan seinem Beispiel. Er begann Soloalben aufzunehmen und ging im Jahr 1964 auf seine erste internationale Tour durch Amerika und Europa, begleitet von seinem älteren Bruder Chatur Lal, einem Tabla-Spieler, der mit Ravi Shankar in den 1950er Jahren getourt war. Die europäische Tour schloss Auftritte in Frankreich, Deutschland, unterstützt vom Goethe-Institut, und beim City of London Festival in England ein. Seit den 1960ern lehrte und spielte Narayan häufig außerhalb Indiens. Auf Touren in den Westen begegnete Narayan Interesse für die Sarangi wegen ihrer Ähnlichkeit mit Cello und Geige. Der Tabla-Spieler Suresh Talwalkar wurde ein häufiger Begleiter für Narayan in den späten 1960ern. Narayan fuhr für die nächsten Jahrzehnte fort, in Indien und im Ausland aufzutreten und Musik aufzunehmen, und seine Alben erschienen auf Plattenlabels in Indien, Amerika und Europa. Während der frühen 1980er Jahre verbrachte er üblicherweise Monate jeden Jahres in westlichen Ländern. Narayan trat in den 2000ern weniger häufig auf.

## Stil
Narayans Stil war typisch für klassische nordindische Musik, aber die Wahl seines Soloinstruments und seine Ausbildung bei Lehrern jenseits seiner Gemeinde sind unüblich für das Musikgenre. Er hatte erklärt, dass er seine Aufgabe darin sieht, das Publikum zu erfreuen und es zu stimulieren oder in einen Zustand des geistigen Friedens zu versetzen, und dass er erwartet, dabei vom Publikum durch Reaktion auf sein Spiel unterstützt zu werden.
Narayans Auftritte waren eine Kombination von langsamem, ernstem Alap (rhythmisch nicht begleitete Einleitung) und Jor (unbegleitetes Spiel mit Puls) im Dhrupad-Stil, gefolgt von einem schnelleren und weniger zurückhaltenden Gat-Abschnitt (Komposition auf der rhythmischen Struktur der Tabla) im Khyal-Stil. Er experimentierte mit einer Art Jhala (Spiel mit schnellem Puls), das von Bundu Khan entwickelt worden war, sah es aber als besser für Zupfinstrumente geeignet an und hörte auf, es aufzuführen. Der Gat-Abschnitt bestand aus einer oder zwei Kompositionen. Wenn zwei Gats benutzt wurden, war der erste in langsamem oder mittlerem Tempo, der zweite schneller, und beide waren gewöhnlich im rhythmischen Zyklus von 16 Schlägen, Tintal. Häufig beendete Narayan Konzerte mit Ragas, die mit Thumri (einem beliebten leichten klassischen Genre) in Verbindung gebracht und als mishra (Sanskrit: gemischt) bezeichnet werden, da sie zusätzliche Noten erlauben, oder mit einem Dhun (Lied, das auf Volksmusik basiert).
Narayan übte und unterrichtete mit Hilfe einer begrenzten Zahl von Paltas, Übungen in einem kleinen Tonleiterabschnitt, die benutzt wurden, um das Spielen einer unterschiedlichen Anzahl Noten per Bogenstrich zu trainieren. Von Paltas abgeleitet wurden längere Notenmuster, genannt Tans, die charakteristische „Melodieformen“ enthielten und von Narayan für schnelles Spiel genutzt wurden. Er nutzte seine linke (Griff-)Hand für schnelle Läufe über die Tonleiter und um den Tonumfang auszuschöpfen, und seine rechte (Bogen-)Hand für rhythmische Akzentuierungen. Narayans tiefe Haltung mit der rechten Hand, die den Bogen nahe einem rechten Winkel an die Saite bringt, und seine Verwendung der gesamten Bogenlänge sind unter Sarangi-Spielern unüblich.
Narayan war über Abdul Wahid Khan mit dem Kirana-Gharana (der stilistischen Schule von Kirana) verbunden, aber sein Aufführungsstil war nicht eng daran angelegt. Die Mehrzahl von Narayans Kompositionen stammte aus dem gesanglichen Repertoire seiner Lehrer und wurden von ihm modifiziert und an die Sarangi angepasst. Er hat ebenso eigene Kompositionen erstellt und variierte die, die ihm gelehrt wurden. Narayan missbilligte die Erfindung neuer Ragas, hat aber kombinierte Ragas erstellt, unter anderem von Nand mit Kedar und Kafi mit Malhar.
Narayan nutzte in seinen Konzerten und Aufnahmen eine Sarangi, die er von Uday Lal erhielt und die in Merath in den 1920er oder 1930er Jahren gebaut wurde. Er spielte auf ausländischen Harfensaiten, um eine klarere Tonqualität zu erzielen. Narayan experimentierte mit Veränderungen an seinem Instrument und fügte eine vierte Spielsaite hinzu, aber entfernte sie wieder, weil sie schnelles Spielen behinderte. In den 1940er Jahren ersetzte Narayan den Darm der ersten Saite durch Stahl und fand sie einfacher zu spielen, aber kehrte zur ausschließlichen Nutzung von Darmsaiten zurück, da die Stahlsaite den Klang der Sarangi veränderte.

## Beiträge und Anerkennung

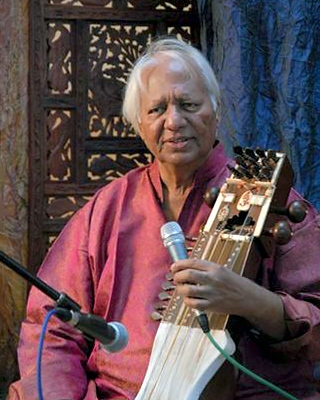
Narayan an der Thames Valley University, Slough, England im Mai 2007

Narayan steigerte den Status der Sarangi zu dem eines modernen Konzertsoloinstruments, machte sie außerhalb Indiens bekannt und war der erste Sarangi-Spieler mit internationalem Erfolg, später gefolgt von Sultan Khan. Narayans vereinfachte Fingersatztechnik erlaubt Glissando (meend) und beeinflusste den zeitgenössischen Sarangi-Konzertstil, da sich Sarangi-Spieler mit Hilfe von Narayans Aufnahmen Aspekte seiner Spielweise und Tonproduktion aneigneten.
Narayan unterrichtete an der Wesleyan University, Connecticut, und am Mills College, Kalifornien, im Jahr 1968, und in den 1970er und 1980er Jahren an der American Society for Eastern Arts und dem National Centre for the Performing Arts in Mumbai, wo er die erste Meisterklasse für Sarangi gab. Narayan unterrichtete privat Sarangi-Spieler, darunter seine Tochter Aruna Narayan Kalle, seinen Enkel Harsh Narayan, und Vasanti Shrikhande. Er unterrichtete ebenfalls Sarod-Spieler, darunter seinen Sohn Brij Narayan, sowie Sänger und eine Geigenspielerin. Im Jahr 2002 hatte er 15 indische Schüler und mehr als 500 ausländische Schüler aus den Vereinigten Staaten und Europa hatten bei ihm gelernt. Indian Music in Performance: a practical introduction, 1980 von Neil Sorrell mit Hilfe von Narayan herausgegeben, wurde von Die Musik in Geschichte und Gegenwart als „eine der besten Darstellungen neuerer nordindischer Musikpraxis“ beschrieben.

„Es war mein Ziel den Makel auszumerzen, den die Sarangi auf Grund ihrer sozialen Herkunft trug. Ich hoffe, ich war darin erfolgreich.“

Narayan behauptete, die Sarangi und er hätten erst Anerkennung erfahren, nachdem sie vom westlichen Publikum akzeptiert wurden. Narayan rechnete die geringe Zahl von Sarangi-Schülern einem Mangel an kompetenten Lehrern zu und erklärte, die indische Regierung solle sich an der Rettung des Instruments beteiligen. Die Pt (Pandit) Ram Narayan Foundation in Mumbai bietet Stipendien an und lehrt Sarangi, aber Narayan hatte Zweifel am Fortbestehen der Sarangi geäußert.
Narayan erhielt die nationalen Preise Padma Shri (1976), Padma Bhushan (1991) und Padma Vibhushan (2005). Der Padma Vibhushan, Indiens zweithöchste zivile Ehrung, wurde vom indischen Präsidenten A. P. J. Abdul Kalam überreicht. Narayan erhielt den Rajasthan Sangeet Natak Akademi Award für 1974–75, den nationalen Sangeet Natak Akademi Award für 1975, und wurde zum Fellow der Rajasthan Sangeet Natak Akademi 1988–89 erklärt. Er bekam den Kalidas Samman von der Regierung von Madhya Pradesh für 1991–92 verliehen und wurde 1999 mit dem Aditya Vikram Birla Kalashikhar Puraskar von P. C. Alexander, Gouverneur von Maharashtra, ausgezeichnet. Er erhielt außerdem den Maharashtra Gaurav Puraskar, den Shiromani Award und den Rajasthan Welfare Association Award. Die Filmbiografie Pandit Ramnarayan – Sarangi Ke Sang wurde 2007 beim International Film Festival of India vorgeführt.

## Familie und Persönliches

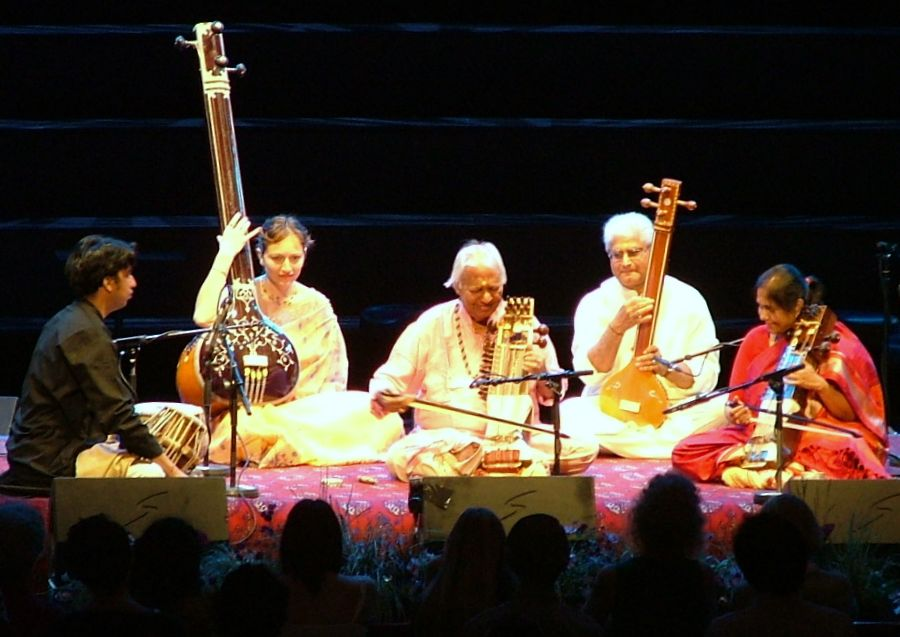
Narayan tritt mit seiner Tochter Aruna (in rot) im Jahr 2009 in der Royal Albert Hall, London, auf.

Narayan war mit seinem älteren Bruder Chatur Lal persönlich und musikalisch eng verbunden; Lal hatte das Tabla-Spiel hauptsächlich angefangen, um das Sarangi-Spiel seines Bruders zu begleiten. Lal lernte von Tabla-Lehrern während seiner Jugend, arbeitete aber später als Bauer. Lal besuchte Narayan 1948 in Delhi, nachdem Narayan ein professioneller Sarangi-Spieler geworden war, und wurde von Narayan überredet, als Tabla-Spieler bei der örtlichen AIR-Station anzufangen. Lal wurde ein geachteter Musiker, tourte mit den Instrumentalisten Ravi Shankar und Ali Akbar Khan in den 1950er Jahren und half, die Tabla im Westen bekannt zu machen. Als Lal im Oktober 1965 starb, hatte Narayan Schwierigkeiten aufzutreten und verfiel dem Alkoholismus, den er aber zwei Jahre später überwand. Chatur Lal hatte vier Kinder, die nach seinem Tod von Narayan unterstützt wurden. Charanjit Lal Biyavat, Sohn von Chatur Lal, ist ein Tabla-Spieler und tourte mit Narayan in Europa.
Narayans Gattin, die Hausfrau Sheela, kam in den 1950er Jahren nach Mumbai und hatte mit Narayan vier Kinder. Sie starb vor 2001. Sein ältester Sohn, Sarod-Spieler Brij Narayan, wurde am 25. April 1952 in Udaipur geboren und seine Tochter Aruna Narayan kam 1959 in Mumbai zur Welt. Sie war die erste Frau, die ein öffentliches Sarangi-Solokonzert gab, und migrierte 1984 nach Kanada. Ein anderer Sohn, Shiv, ist ein Jahr jünger als Aruna, hat gelernt die Tabla zu spielen und tourte mit seinem Vater in Australien. Brij Narayans Sohn, Harsh Narayan, spielt die Sarangi. Im Jahr 2009 trat Narayan mit seiner Tochter Aruna bei den BBC Proms in der Royal Albert Hall, London auf und spielte 2010 mit Harsh beim Sawai Gandharva Musikfestival.
Narayan war Hindu; er erklärte „Musik ist meine Religion“, und dass es keinen besseren Zugang zum Göttlichen gäbe als Musik. Er lebte in Mumbai.
Im November 2024 starb er im Alter von 96 Jahren.

## Bibliografie
- Neil Sorrell, Ram Narayan: Indian Music in Performance: a practical introduction. Manchester University Press, 1980, ISBN 0-7190-0756-9 (englisch).
- Ram Narayan: एक सुर मेरा एक सारंगी का. Kitabghar Prakashan, Neu-Delhi 2009, ISBN 81-907221-2-3 (Hindi).

## Diskografie
| Kürzel               | Volltitel |
| -------------------- | --- |
| Bor, Voice           | Joep Bor: The Voice of the Sarangi. In: Quarterly Journal. Bände 15, 16. Jahrgang, Nr. 3, 4; 1. National Centre for the Performing Arts, Mumbai, Indien 1. März 1987 (englisch).                                         |
| Bor, Raga Meister    | Joep Bor, Philippe Bruguiere: Meister des Raga. Haus der Kulturen der Welt, Berlin 1992, ISBN 3-8030-0501-9. |
| Bor, Raga Guide      | Joep Bor, Suvarnalata Rao, Wim Van der Meer, Jane Harvey: The Raga Guide. Nimbus Records, 1999, ISBN 0-9543976-0-6 (englisch).                                                                                           |
| Massey, India Music  | Reginald Massey: The Music of India. Abhinav Publications, 1996, ISBN 81-7017-332-9 (englisch). |
| Naimpalli, Tabla     | Sadanand Naimpalli: Theory and Practice of Tabla. Popular Prakashan, 2005, ISBN 81-7991-149-7 (englisch). |
| Neuhoff, Geschichte  | Hans Neuhoff: [Die Musik in Geschichte und Gegenwart\|Die Musik in Geschichte und Gegenwart: allgemeine Enzyklopädie der Musik]. Hrsg.: Ludwig Finscher. 2. Ed. Auflage. Band 12. Bärenreiter, 2006, ISBN 3-7618-1122-5. |
| Neuman, Life         | Daniel M. Neuman: The Life of Music in North India. University of Chicago Press, 1990, ISBN 0-226-57516-0 (englisch). |
| Qureshi, Master      | Regula Burckhardt Qureshi: Master musicians of India: hereditary sarangi players speak. Routledge, 2007, ISBN 0-415-97202-7 (englisch).                                                                                  |
| Roy, Music Makers    | Ashok Roy: Music Makers: Living Legends of Indian Classical Music. Rupa & Co., 2004, ISBN 81-291-0319-2 (englisch). |
| Slawek, Garland      | Stephen Slawek: The Garland Encyclopedia of World Music: South Asia: The Indian Subcontinent. Hrsg.: Alison Arnold. Band 5. Taylor & Francis, 2000, ISBN 0-8240-4946-2 (englisch).                                       |
| Sorrell, Performance | Neil Sorrell, Ram Narayan: Indian Music in Performance: a practical introduction. Manchester University Press, 1980, ISBN 0-7190-0756-9 (englisch).                                                                      |
| Sorrell, New Grove   | Neil Sorrell: [Grove Dictionary of Music and Musicians\|The New Grove dictionary of music and musicians]. Hrsg.: Stanley Sadie. 2. Ed. Auflage. Band 17. Macmillan, London 2001, ISBN 0-333-60800-3 (englisch).          |